# Желтоголовая индийская черепаха
Желтоголовая индийская черепаха, или продолговатая черепаха (лат. Indotestudo elongata) — вид сухопутных черепах. Обитает в Индии, на полуострове Малакка и острове Сулавеси. Редкий вид. Некоторые авторы считают её подвидом индийской черепахи.
Желтоголовая черепаха на почтовой марке.